# Liste der Naturdenkmäler in Wien/Mariahilf
Die Liste der Naturdenkmäler in Wien/Mariahilf listet alle als Naturdenkmal ausgewiesenen Objekte im 6. Wiener Gemeindebezirk Mariahilf auf. Bei den zwei Naturdenkmälern handelt es sich laut Definition der Stadt Wien um zwei Einzelnaturdenkmäler.

## Naturdenkmäler
| Foto |                 | Name                                 | ID  | Standort                                      | Beschreibung | Fläche | Datum      |
| ---- | --------------- | ------------------------------------ | --- | --------------------------------------------- | --- | ------ | ---------- |
| 0 BW | Datei hochladen | 2 Baumhaseln (Corylus colurna)       | 463 | Wien, Windmühlgasse 28 KG: Mariahilf Standort | Der Haselnussbaum war nach Untersuchung der MA 49 zum Zeitpunkt der Unterschutzstellung rund 60 Jahre alt, damit ist der Baum zur Zeit etwa 116 Jahre alt. |        | 03.02.1969 |
| 1    | Datei hochladen | Schwarzer Maulbeerbaum (Morus nigra) | 742 | Wien, Hirschengasse 18 KG: Mariahilf Standort | Der zweistämmige Schwarze Maulbeerbaum im Vorgarten eines Schulhauses ist der einzige Baum in der Hirschengasse.                                           |        | 21.12.1989 |

| Foto:                    | Fotografie des Naturdenkmals. Klicken des Fotos erzeugt eine vergrößerte Ansicht. Daneben finden sich zwei Symbole: \| Weitere Bilder vorhanden \| Das Symbol bedeutet, dass weitere Fotos des Objekts verfügbar sind. Durch Klicken des Symbols werden sie angezeigt. \| \| Eigenes Foto hochladen \| Durch Klicken des Symbols können weitere Fotos des Objekts in das Medienarchiv Wikimedia Commons hochgeladen werden. \| |
| Name:                    | Bezeichnung des Naturdenkmals laut offiziellen Quellen |
| ID                       | Identifikator |
| Standort:                | Es ist die Gemeinde und falls vorhanden die Adresse angegeben. Darunter sind die Katastralgemeinde (KG) und die Grundstücksnummer angeführt. Durch Aufruf des Links Standort wird die Lage des Denkmals in verschiedenen Kartenprojekten angezeigt. |
| Beschreibung             | Kurze Beschreibung des Naturdenkmals |
| Fläche                   | Fläche des Naturdenkmals in Hektar (ha) |
| Datum                    | Datum oder Jahr der Unterschutzstellung |
| Weitere Bilder vorhanden | Das Symbol bedeutet, dass weitere Fotos des Objekts verfügbar sind. Durch Klicken des Symbols werden sie angezeigt. |
| Eigenes Foto hochladen   | Durch Klicken des Symbols können weitere Fotos des Objekts in das Medienarchiv Wikimedia Commons hochgeladen werden. |